# Takashi Kawanishi
Takashi Kawanishi, és un exfutbolista japonès.

## Selecció japonesa
Takashi Kawanishi va disputar 3 partits amb la selecció japonesa.